# 遊戲日
《数字化用户·游戏日》（英文名称：Game Day Magazine）是一本中国大陆的游戏杂志，经常由于各种各样的原因而延期，现已停刊，编辑部在四川成都。
前身为创刊于1999年的《数字化用户》杂志，2002年转型为电子游戏杂志《数字化用户·游戏日》，创刊号为2002年6月号，96页全彩，定价人民币7.8元。

## 外部連結
- （简体中文）游戏日 中文官方论坛